# Victoria Civera
Victoria Civera Redondo (Puerto de Sagunto, Valencia, 1955) es una artista española que combina en sus obras la fotografía, la pintura, la instalación y la escultura.Vive y trabaja entre Saro en Cantabria y Nueva York. 

## Trayectoria
Entre los años 1973 y 1977 estudia en la Escuela Superior de San Carlos de Valencia.
En sus primeras obras experimenta con imágenes procedentes del mundo de la pornografía, empleados en la realización de fotomontajes. Su obra empieza a ser conocida en la década de los ochenta, con una producción englobable dentro del ámbito artístico de la action painting. Posteriormente, su producción artística se decantará hacia una figuración de claro corte neoexpresionista.
Desde mediados de los ochenta fija su residencia en Nueva York con su marido, el también artista Juan Uslé, con el que en ocasiones trabaja‚ alternando fotografía, fotomontaje y pintura. Su repertorio iconográfico actual se ha volcado en el ámbito de la imagen femenina incluye a muchachas con apariencia de hadas, jóvenes desafiantes y enigmáticas, mujeres apesadumbradas y angustiadas.
El ámbito del trabajo escultórico de la artista es amplio e incluye todo tipo de materias: hebillas, zapatos, vestidos, todo un conjunto de materiales y objetos específicamente femeninos con los que la artista parece querer reflexionar acerca del papel de las mujeres en las sociedades contemporáneas.
En 2005 el Museo Nacional Centro de Arte Reina Sofía, en el edificio Sabatini, en Madrid, presentó la muestra Victoria Civera. Bajo la piel.
En 2018 con motivo del 40 aniversario de la Constitución española su escultura Blanquita (2008) formó parte de la exposición El poder del arte. Las obras procedentes del Museo Nacional Centro de arte Reina Sofía se ubicaron en las sedes del Congreso de los Diputados y del Senado. Ese mismo año, Civera expuso en el Museo Real Casa de la Moneda, INASIBLE una muestra con un recorrido por su trayectoria artística con obras antiguas y recientes, donde presenta la medalla Saja, con cuyo diseño ha cumplido el compromiso adquirido al aceptar el premio Tomás Francisco Prieto.
Su obra ha sido expuesta en galerías de Francia, Bélgica, Estados Unidos e Italia.

## Obras en museos y colecciones
Sus obras están presentes en los más importantes museos y colecciones de España.
- ARTIUM. Álava.
- Caja Burgos.
- Colección Banco de España.
- Col.lecció Testimoni de la ”Caixa”, Barcelona.
- Generalidad Valenciana. Consejería de Cultura.
- Gobierno de Cantabria.
- IVAM. Valencia.
- Museo Arte Contemporáneo de Barcelona, MACBA.
- Museo Nacional Centro de Arte Reina Sofía, Madrid
- Museo Patio Herreriano, Valladolid.
- Caja Madrid
- Centro de Arte Contemporáneo de Málaga
- Museo de dibujo JULIO GAVIN-CASTILLO de LARRES, Larres, Huesca

## Premios y reconocimientos
Premio Tomás Francisco Prieto de Medallística 2017 por su trayectoria, otorgado por la Fábrica Nacional de Moneda y Timbre, Casa de la Moneda.
Medalla de Oro al Mérito en las Bellas Artes.